# Мышанка (Петриковский район)
 Мышанка (бел. Мышанка) — деревня, центр Мышанского сельсовета Петриковского района Гомельской области Беларуси.

## География

### Расположение
Железнодорожная станция на линии Лунинец — Калинковичи, в 44 км на северо-восток от Петрикова, 150 км от Гомеля.

### Гидрография
На реке Тремля (приток реки Припять).

## Транспортная сеть
Транспортные связи по просёлочной, затем автомобильной дороге Лунинец — Калинковичи. Планировка состоит из двух частей: восточной (2 прямолинейные улицы, ориентированные с юго-востока на северо-запад и пересекаемые 4 короткими улицами близкой к меридиональной ориентации) и западной (криволинейная улица меридиональной ориентации, к которой присоединяются 4 переулка). Застройка преимущественно городская

## История
По письменным источникам известна с XIX века как небольшое селение в Мозырском уезде Минской губернии. Входила в состав одноимённого поместья, его хозяин дворянин Кирхнер владел в 1876 году в разных местах 13 214 десятинами земли, 2 трактирами, водяной мельницей, сукновальней. С вводом в эксплуатацию в феврале 1886 года железнодорожной линии Лунинец — Гомель начала работу железнодорожная станция. В 1908 году в Копаткевичской волости Мозырского уезда Минской губернии.
В 1931 году организован колхоз «Красный флаг», работали водяная мельница, кузница, шерсточесальня. Действовала начальная школа (в 1935 году — 62 ученика). Во время Великой Отечественной войны в боях около деревни погибли 44 советских солдата и партизана (похоронены в братской могиле, в 0,7 км на юго-запад от деревни). В мае 1944 года жители деревни, которая находилась в прифронтовой полосе, в целях их безопасности были переселены в город Калинковичи к началу операции «Багратион». 40 жителей погибли на фронте. С 18 ноября 1967 года центр Мышанского сельсовета. Центр совхоза «Мышанка». Работают средняя и музыкальная школы, клуб, библиотека, амбулатория, 1 детский сад, отделение связи, 4 магазина, сберкасса.

## Население

### Численность
- 2018 год — 664 хозяйства, 1691 житель.

### Динамика
- 1908 год — 10 дворов, 41 житель.
- 1917 год — в деревне — 226 жителей, в фольварке −11 жителей.
- 1921 год — 43 двора, 225 жителей.
- 1959 год — 1610 жителей (согласно переписи).
- 2004 год — 4 хозяйства, 16 житель.

## Известные уроженцы
- Карелкина Тамара Ивановна — белорусский художник.
- Кравченко, Андрей Сергеевич — белорусский легкоатлет, серебряный призёр Олимпийских игр 2008 года в десятиборье, серебряный призёр чемпионата мира и чемпион Европы в залах в семиборье. Заслуженный мастер спорта (2008).